# Mammouth de l'Aa
Le mammouth de l'Aa a été découvert en 1908 près de l'église d'Arques dans le département du Pas-de-Calais en France. Le mammouth tient son nom de l'Aa, fleuve dans les alluvions duquel le squelette a été découvert.
Il a été identifié à l'espèce Mammuthus primigenius, plus connue sous le nom de mammouth laineux.
Il était exposé à Boulogne-sur-Mer et a été démonté pour être entreposé au service départemental de l'archéologie à Arras.
Conservé à la Maison de l’Archéologie du Pas-de-Calais, il a été reconstitué virtuellement en 3D en 2020,.